# Biserica reformată din Meseșenii de Jos

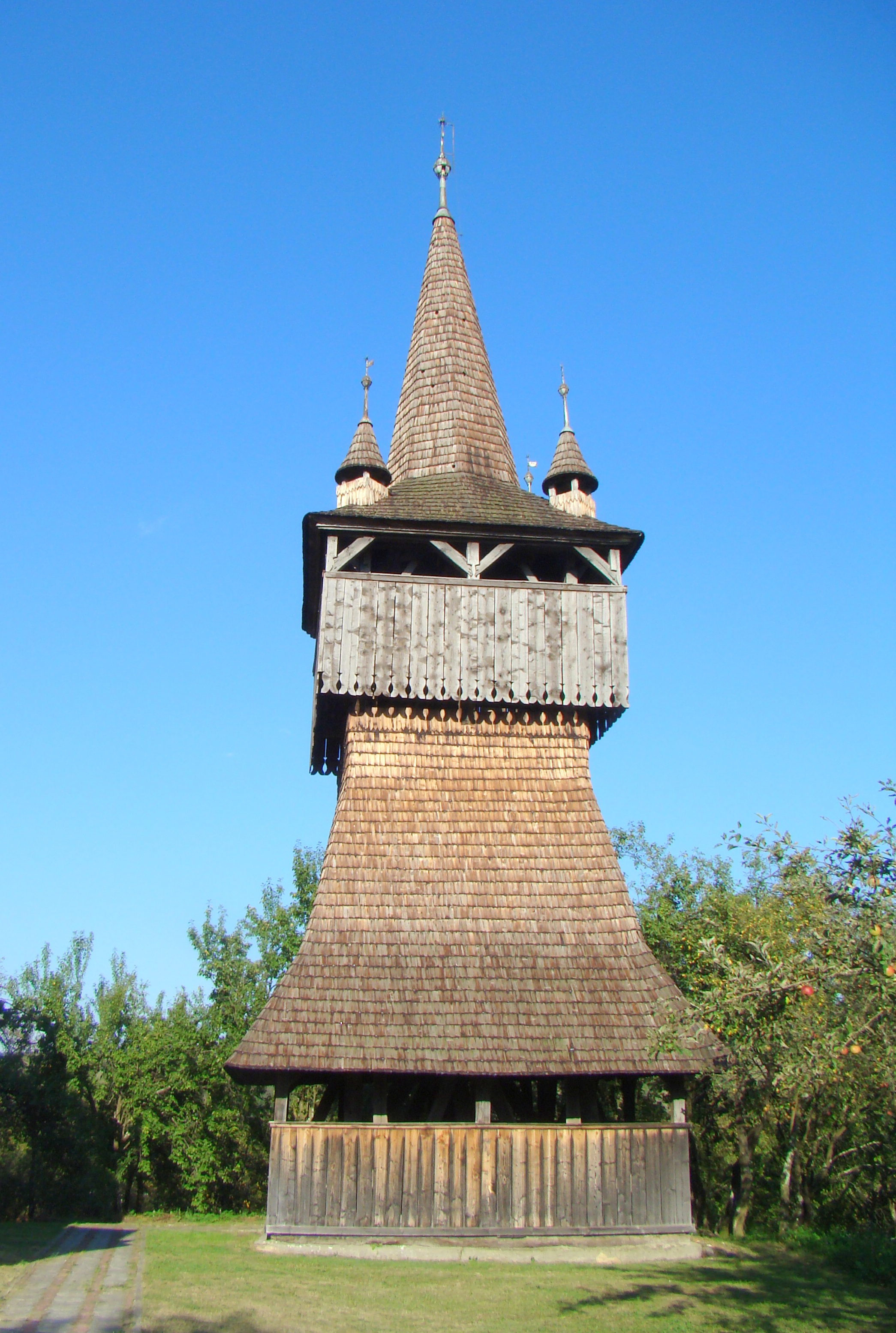
Clopotnița de lemn (secolul XVII)

Biserica reformată din Meseșenii de Jos (Cățălul Unguresc) este un ansamblu de monumente istorice aflat pe teritoriul satului Meseșenii de Jos, comuna Meseșenii de Jos. În Repertoriul Arheologic Național, monumentul apare cu codul 142088.02.
Ansamblul este format din următoarele monumente:
- Biserica reformată (cod LMI SJ-II-m-A-05080.01)
- Clopotniță de lemn (cod LMI SJ-II-m-A-05080.02)

## Localitatea
Meseșenii de Jos (în maghiară Magyarkecel) este satul de reședință al comunei cu același nume din județul Sălaj, Transilvania, România. Vechiul nume a fost Cățălul Unguresc, din anii 1920 s-a numit Cățălușa, iar după 1964 Meseșenii de Jos. Prima atestare documentară este din 1341.

## Biserica
Ctitorul bisericii a fost episcopul catolic László Geréb, deținător de terenuri în Cățălul Unguresc. Construcția lăcașului de cult a început în anul 1498.  În 1567 credincioșii localității au trecut la religia reformată, împreună cu biserica. Se mai păstrează încă elementele specifice unei biserici catolice: ușa gotică a sacristiei, tabernaculul, bolta cu nervuri a sacristiei. Ferestrele, cu ancadramentele dantelate în piatră, aparțin și ele stilului gotic. La exterior structura este întărită cu opt contraforturi masive. Până în anul 1920 biserica a avut un tavan casetat, dar după prăbușirea acestuia tavanul este văruit simplu în alb. Amvonul, construit din cărămidă, este vopsit în ulei. Din ansamblul de monumente face parte și clopotnița de lemn, acoperită cu șindrilă. Partea de sus a turnului clopotniță a fost modificată de mai multe ori, cele patru turnulețe fiind realizate mai târziu. Clopotele au fost turnate în anii 1766, respectiv 1792.

## Imagini

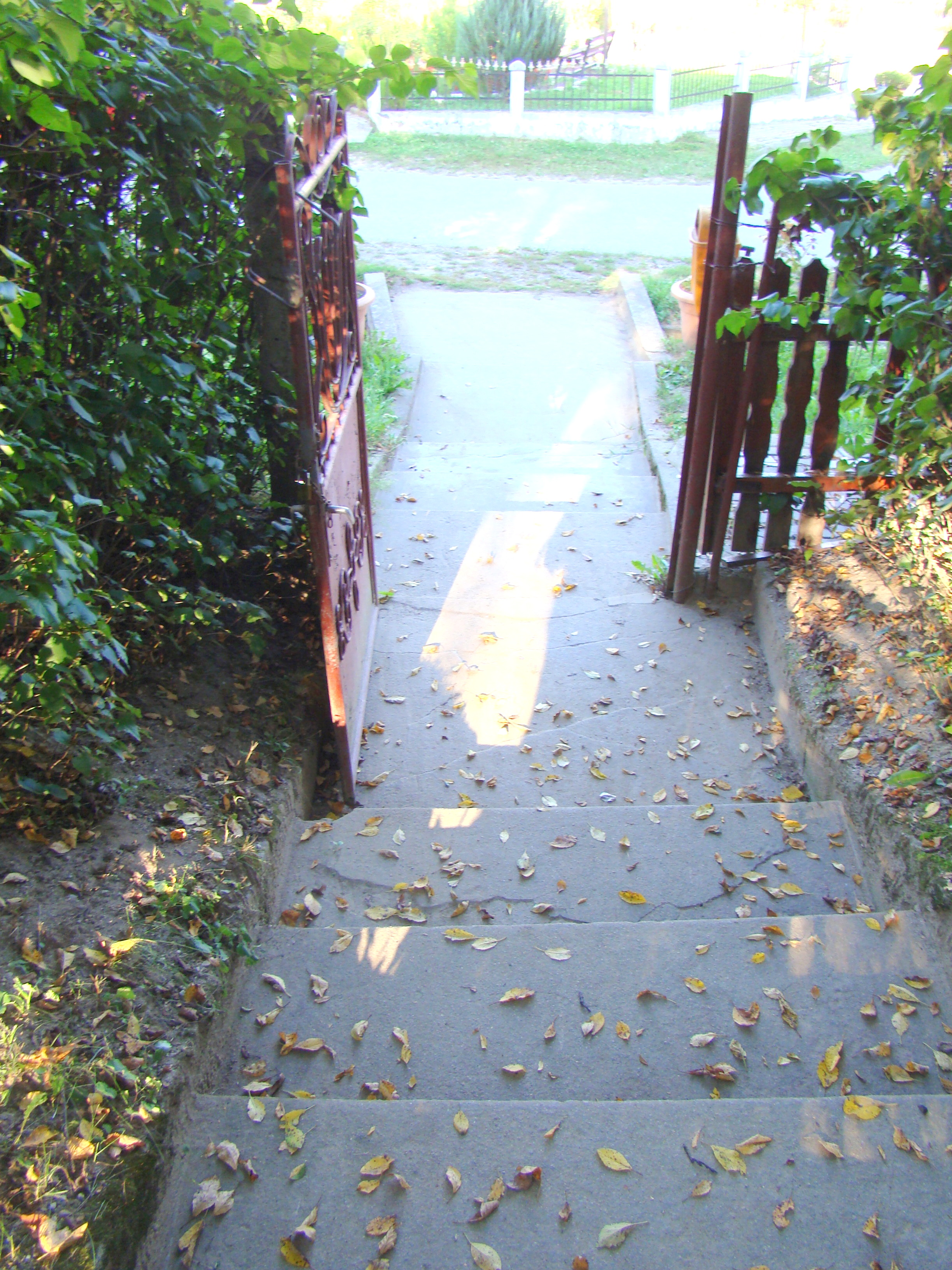
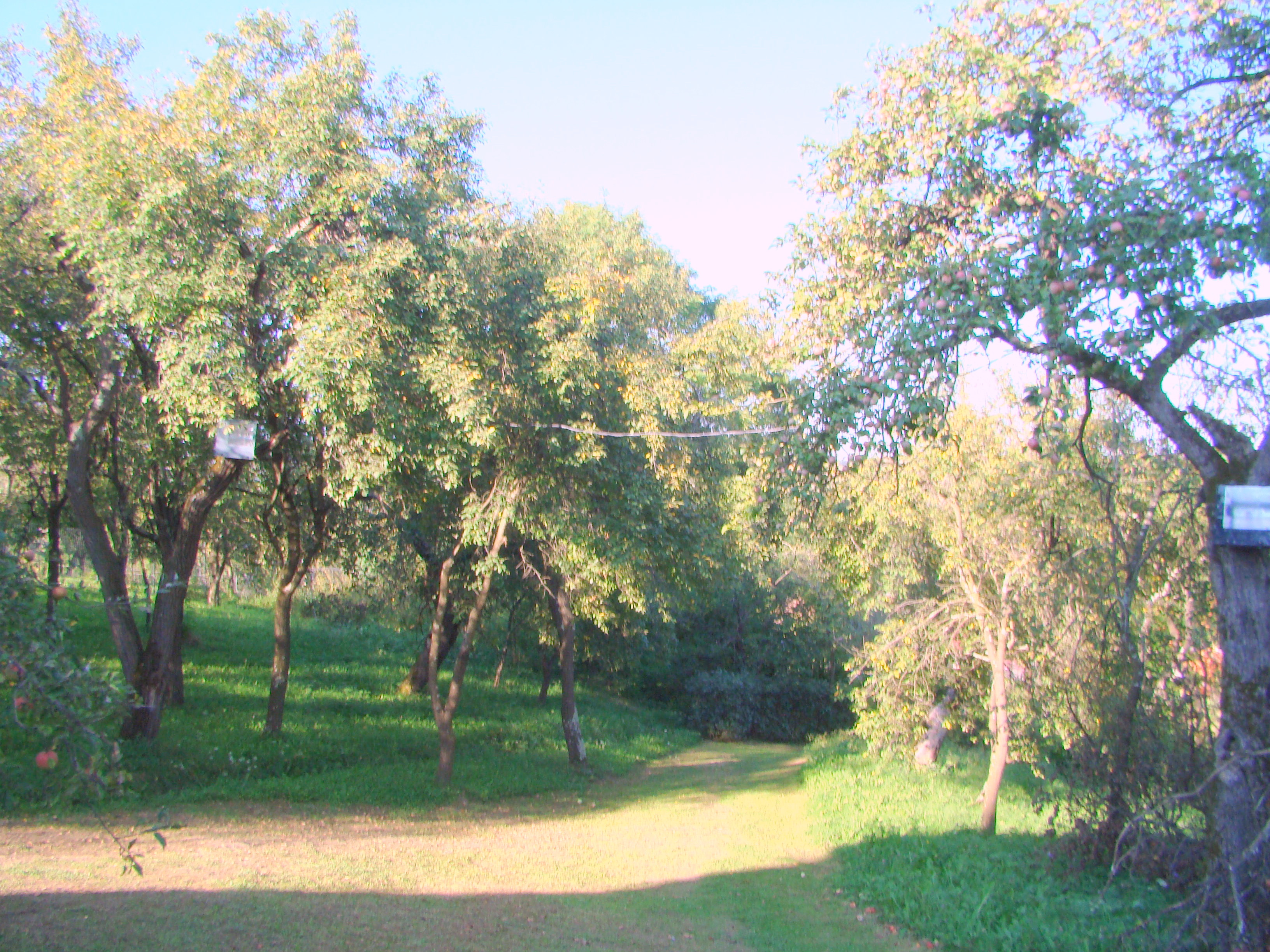
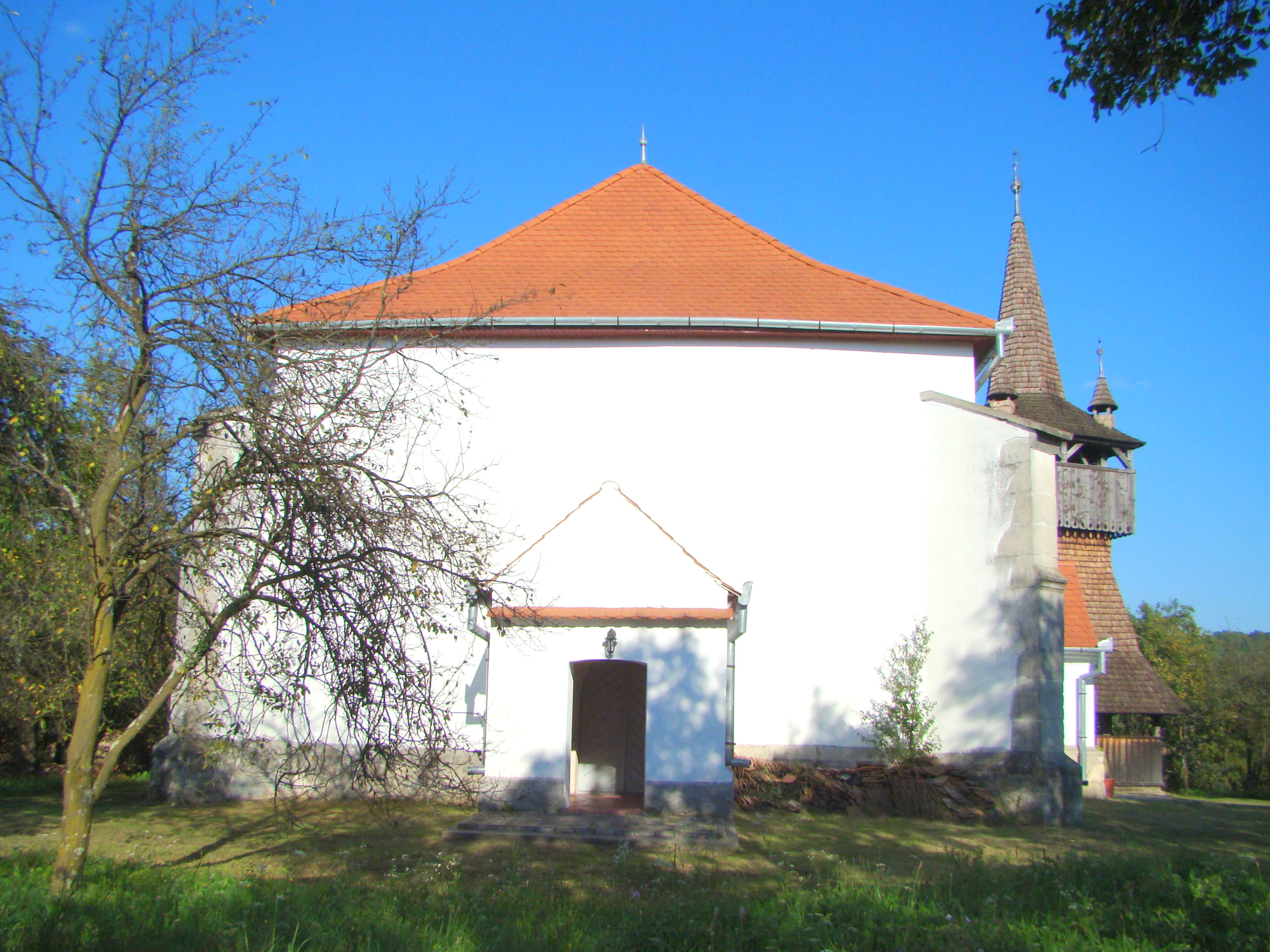
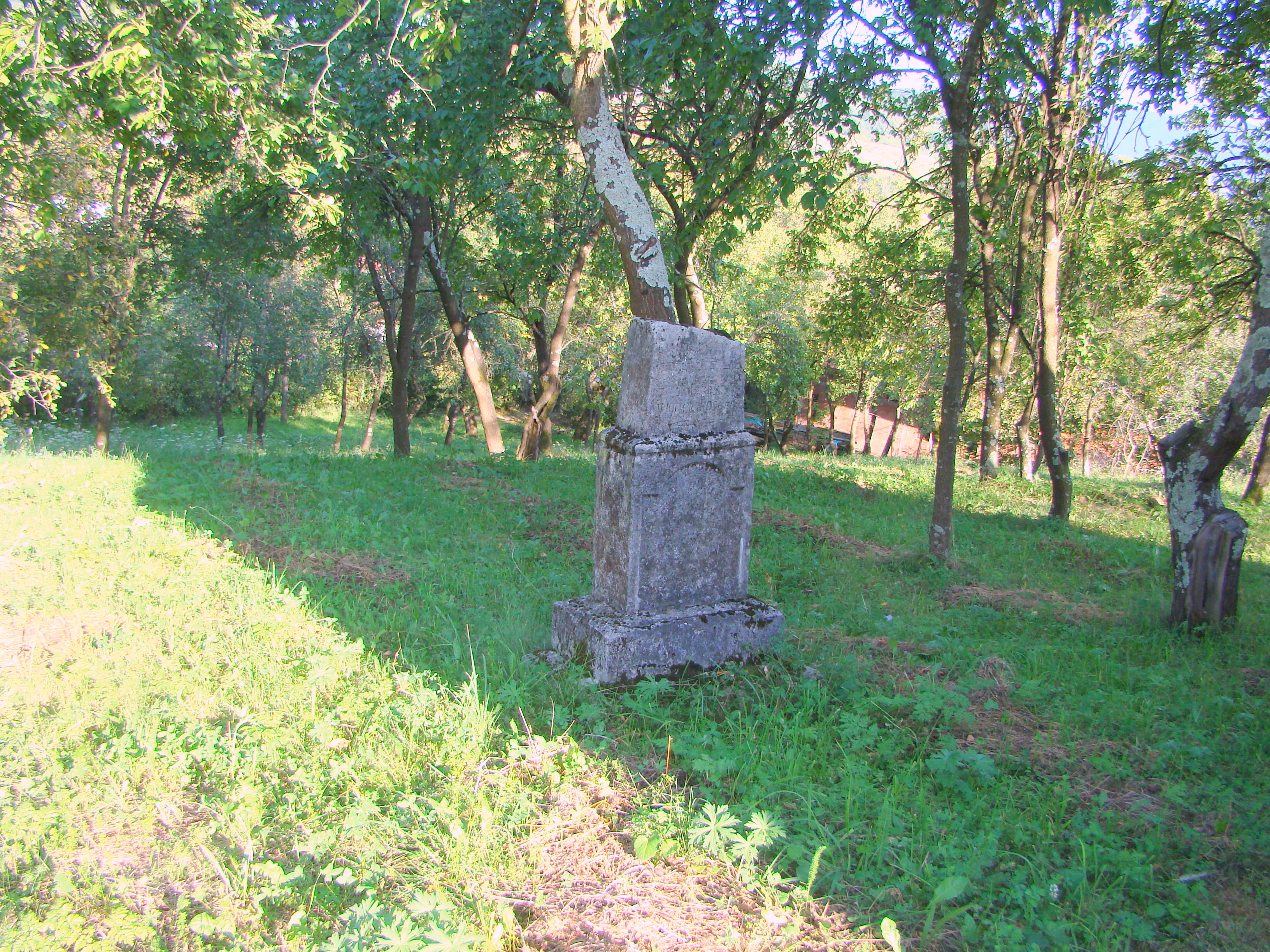
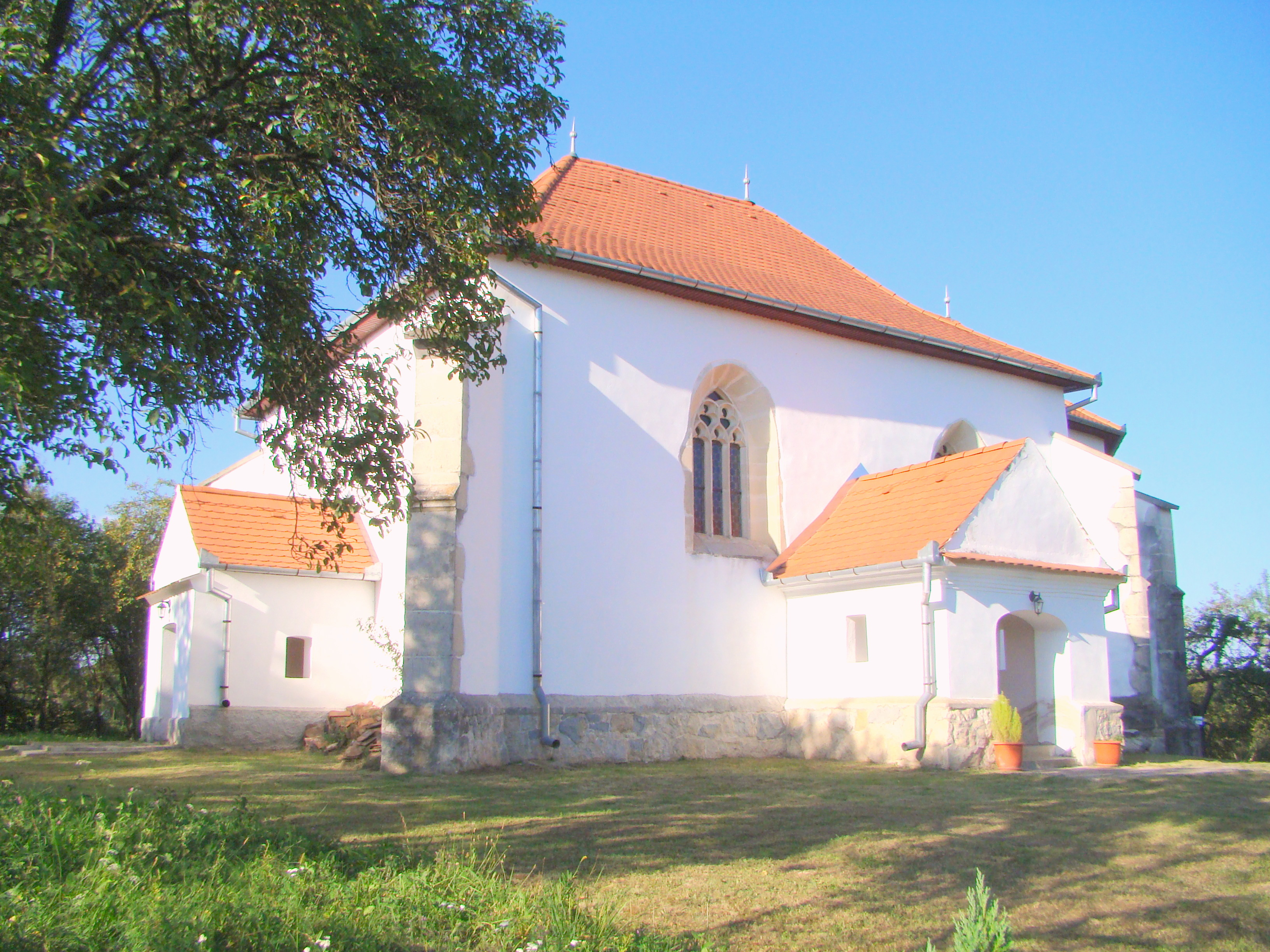
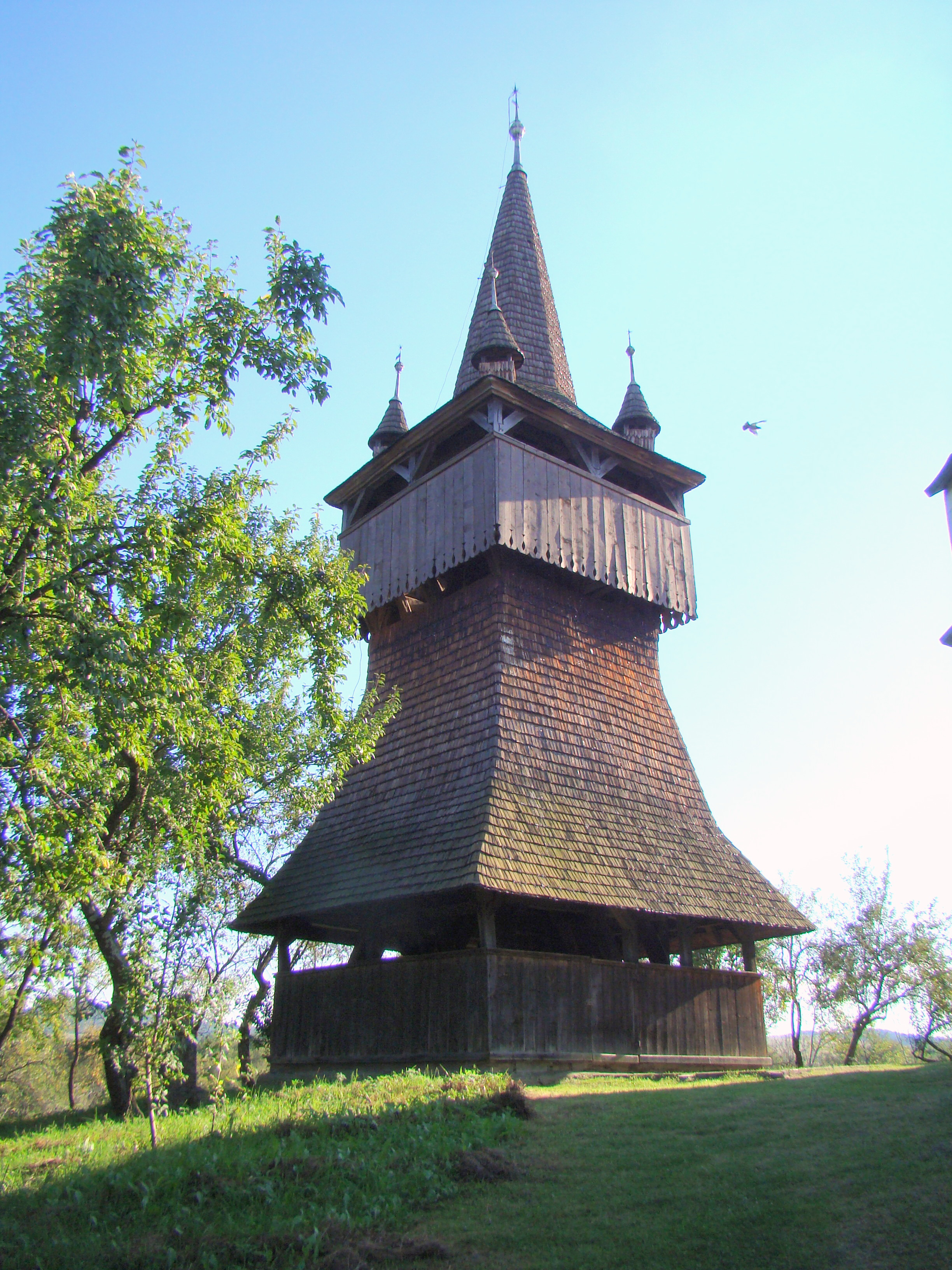
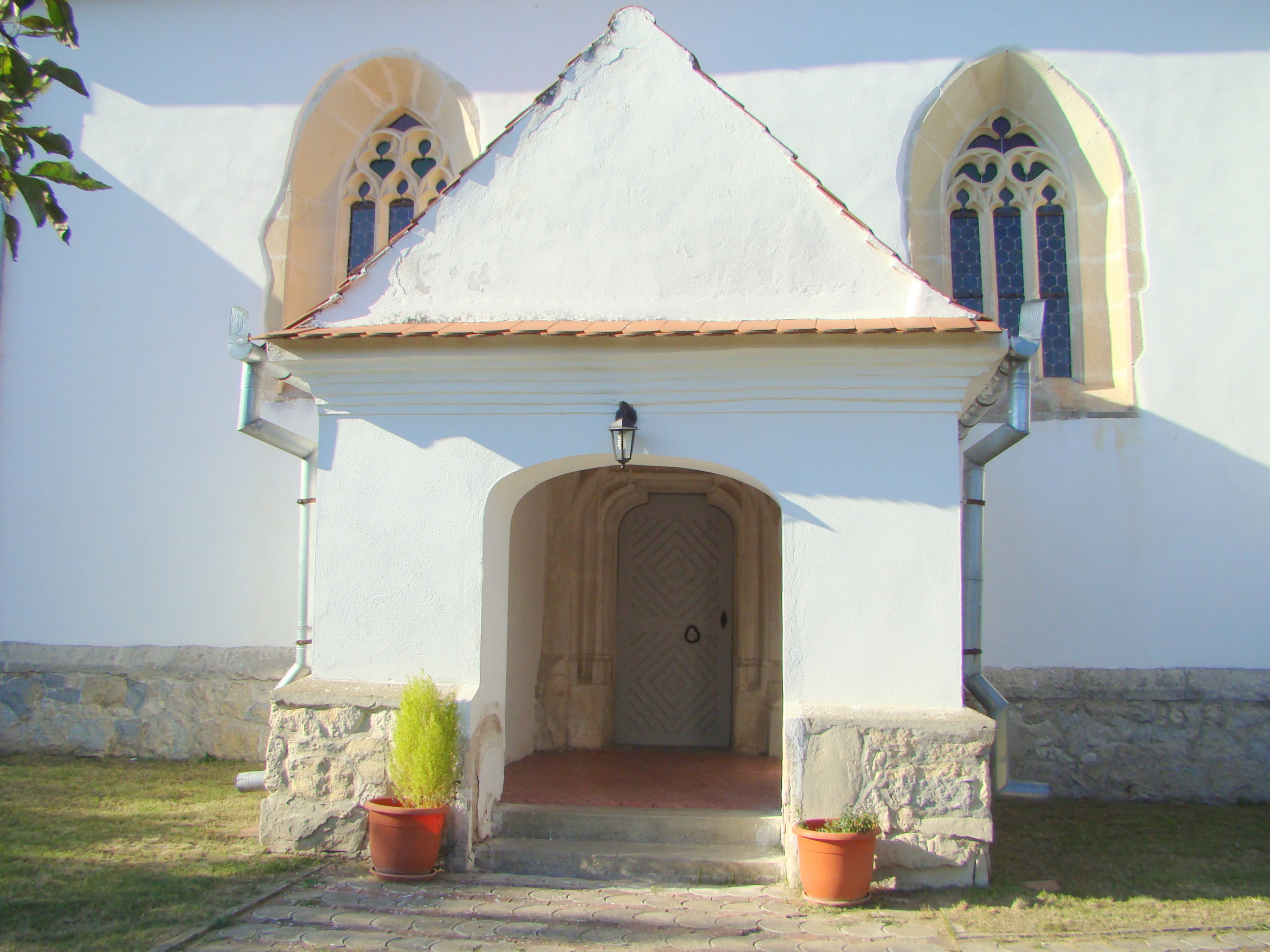
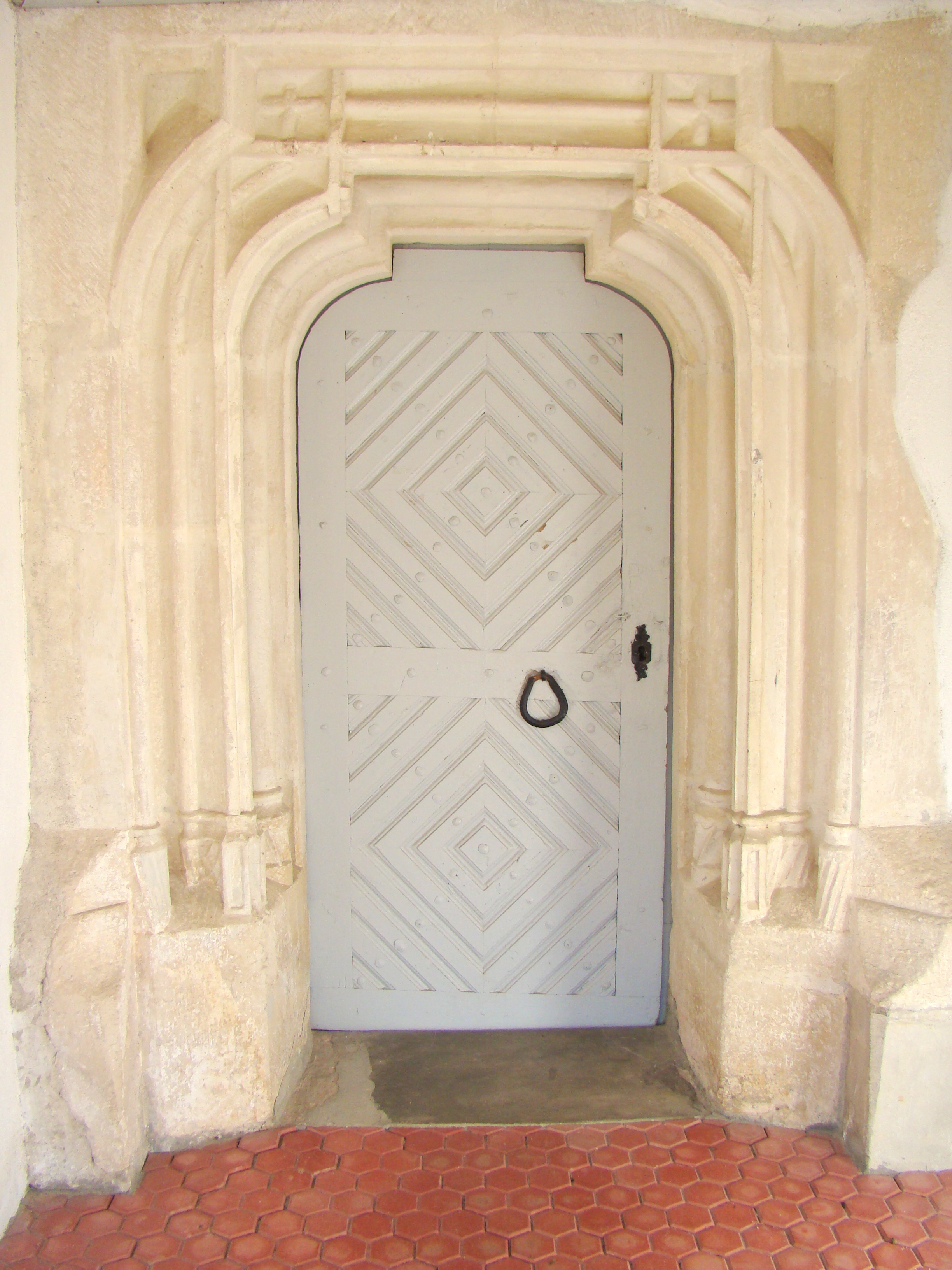
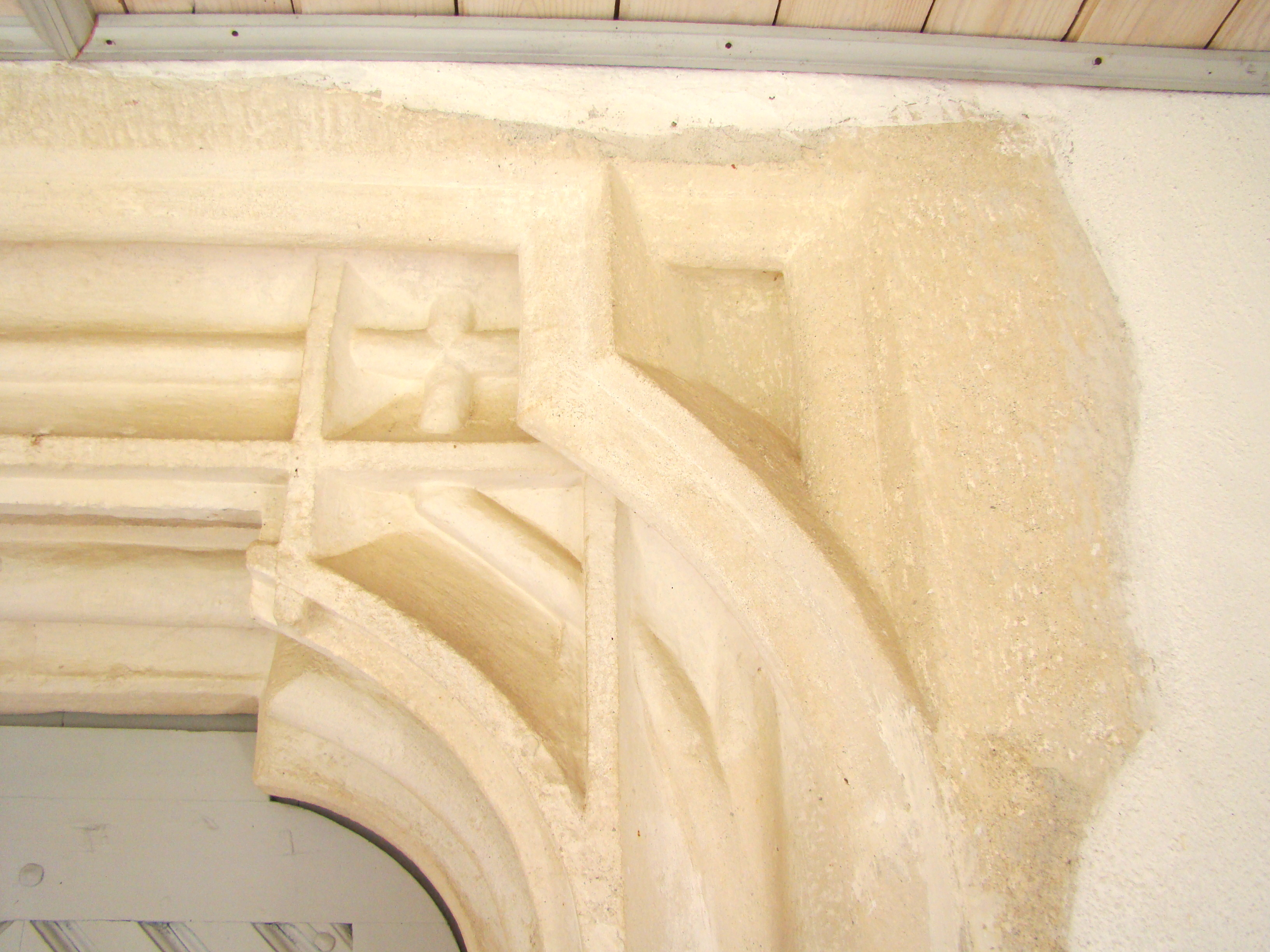
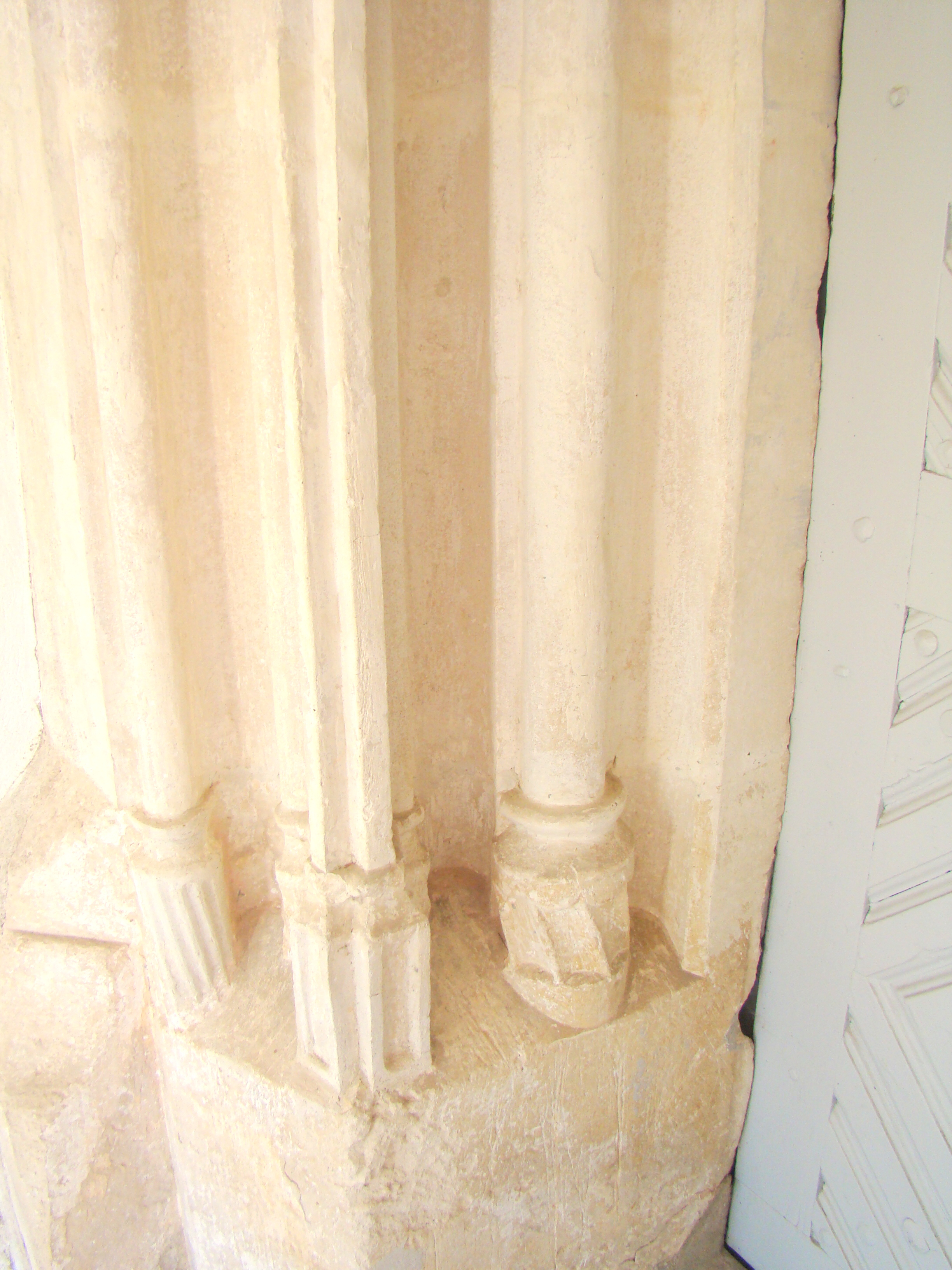
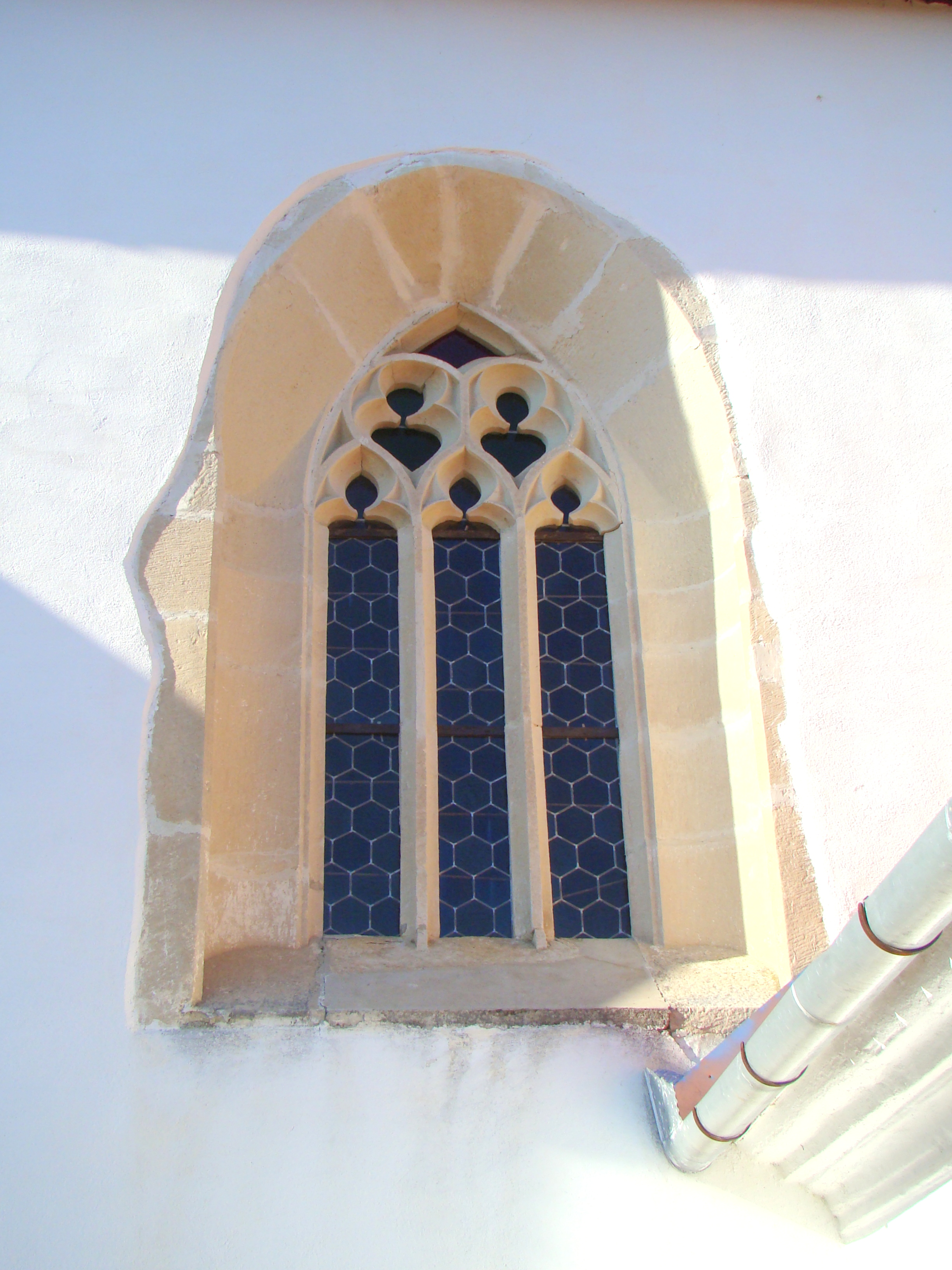
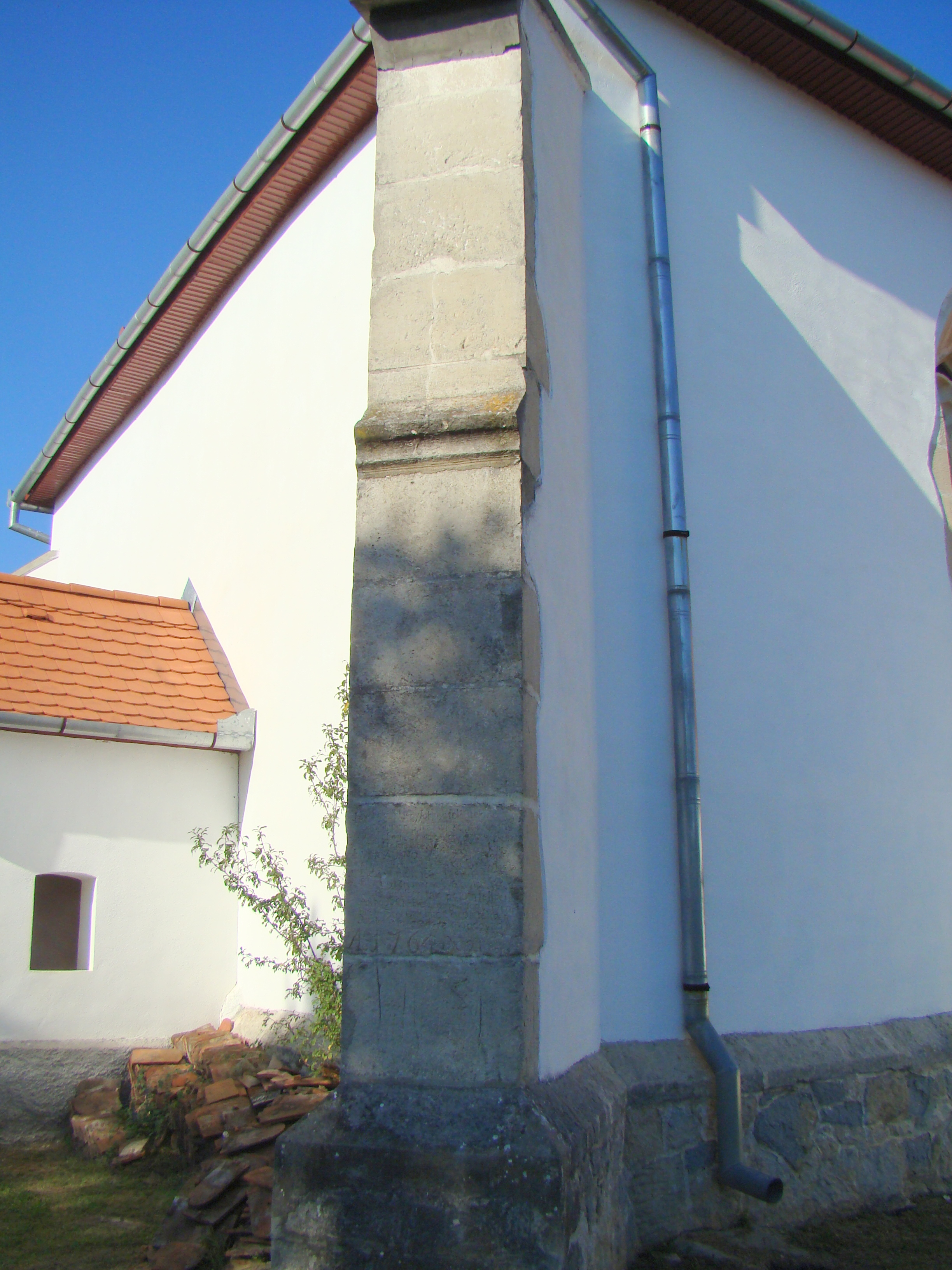
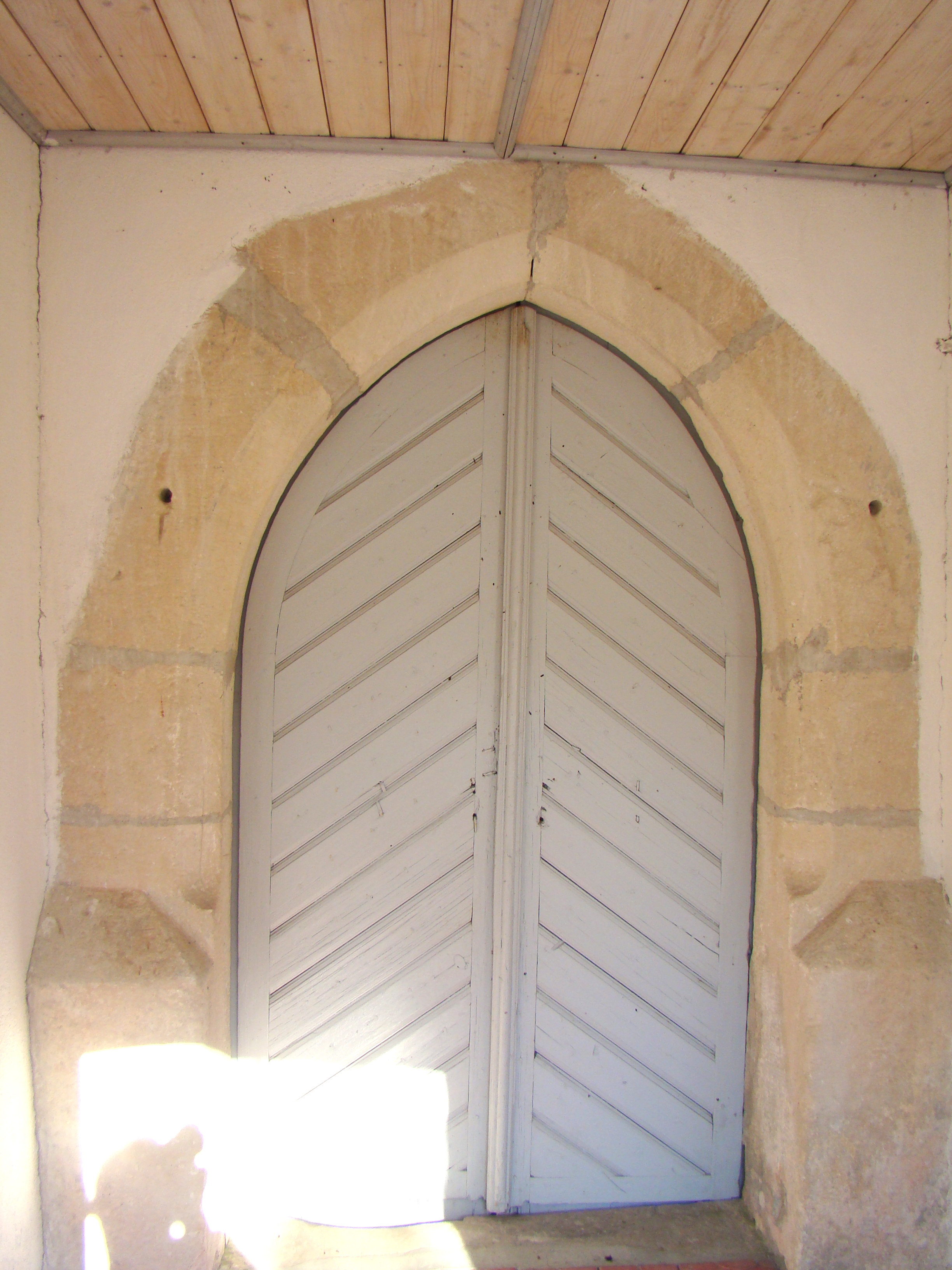
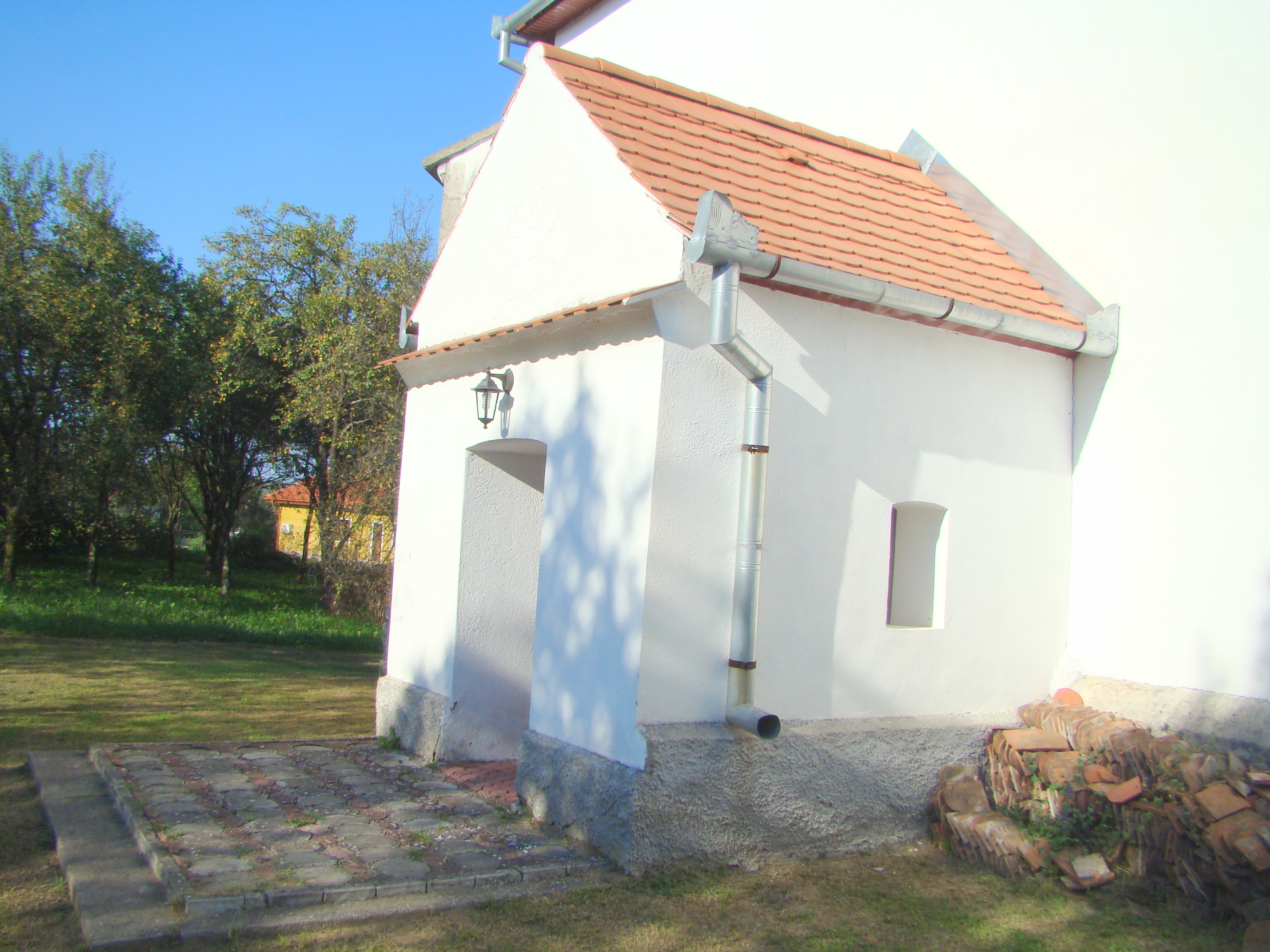
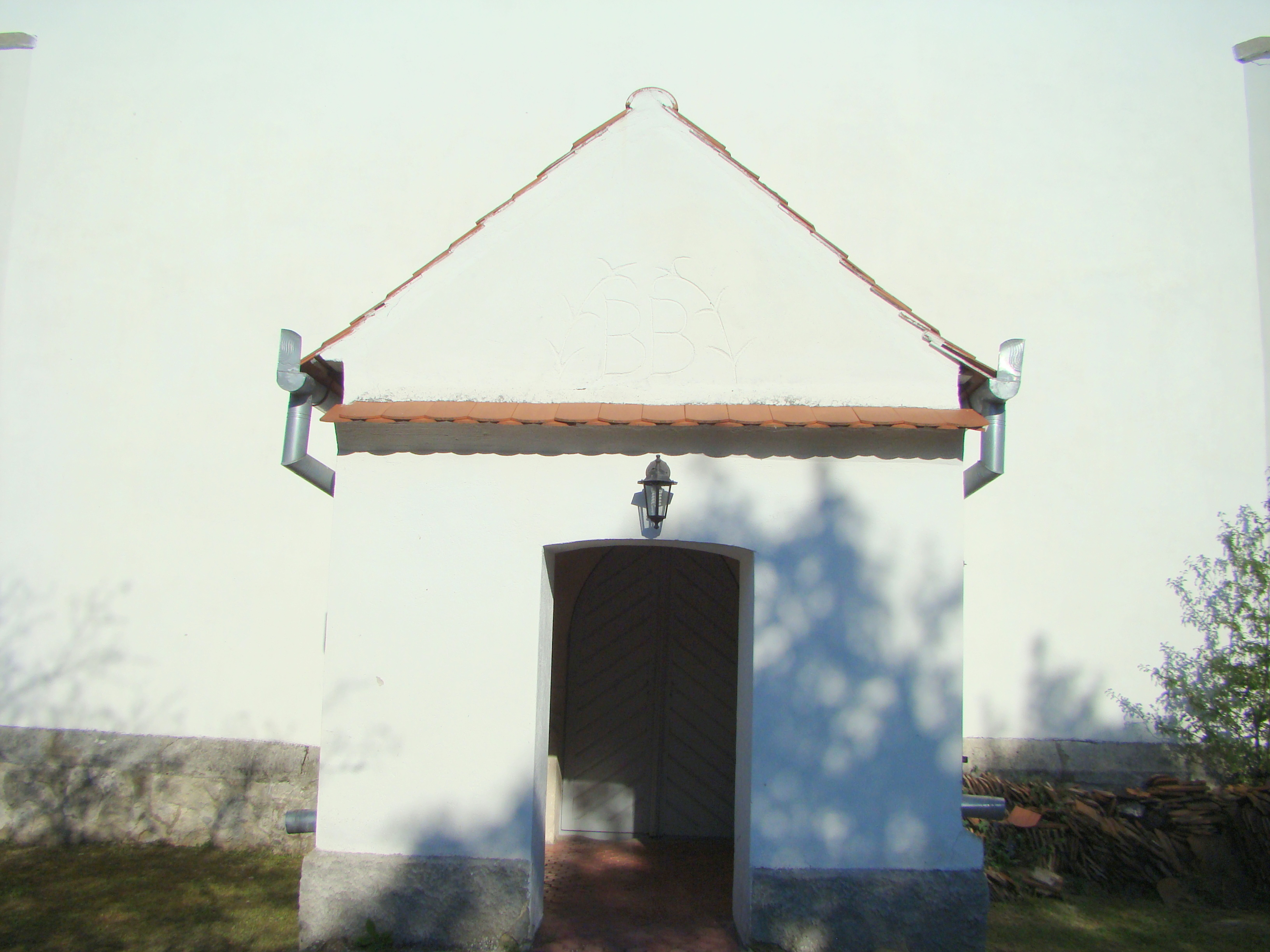
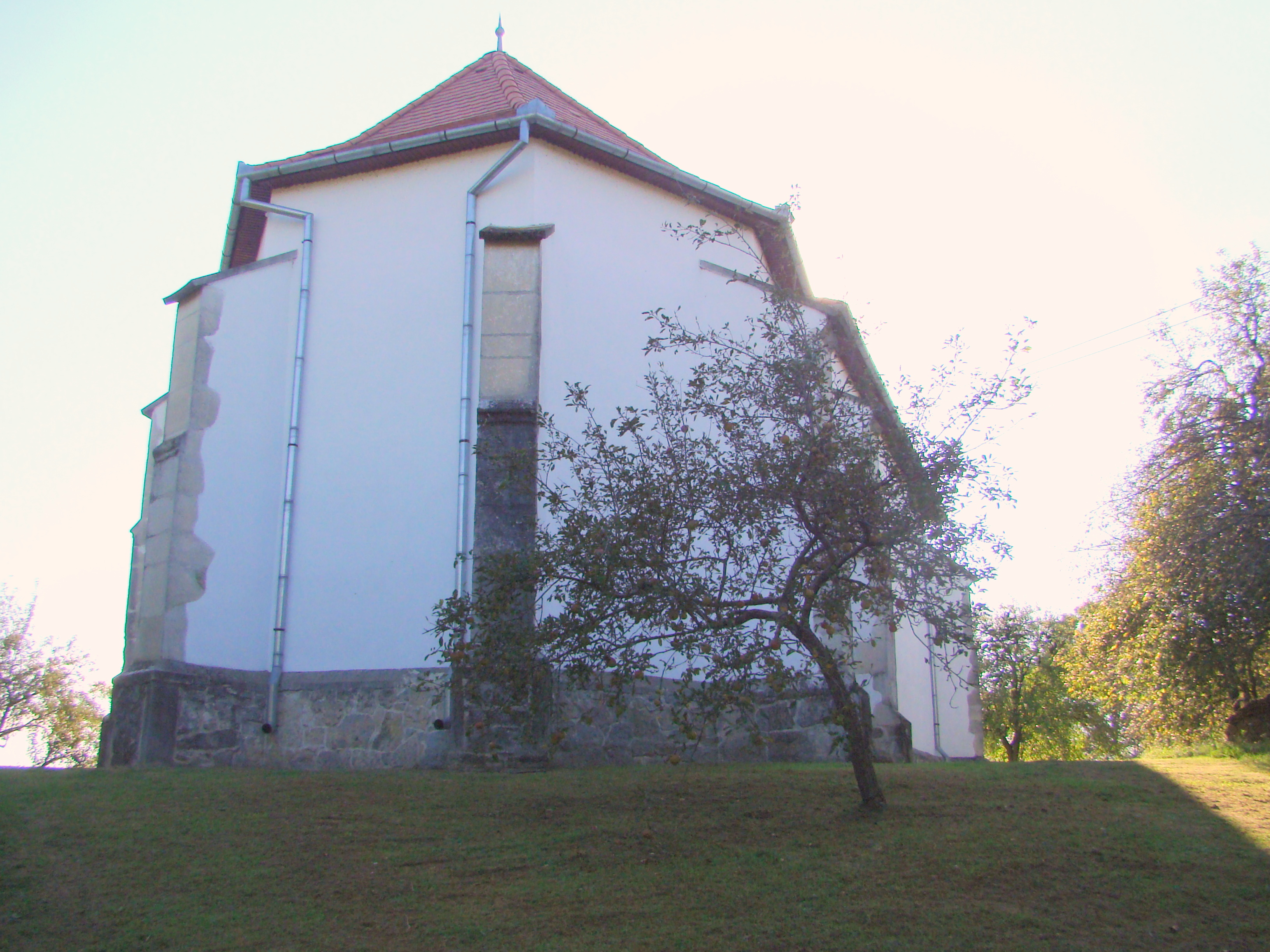
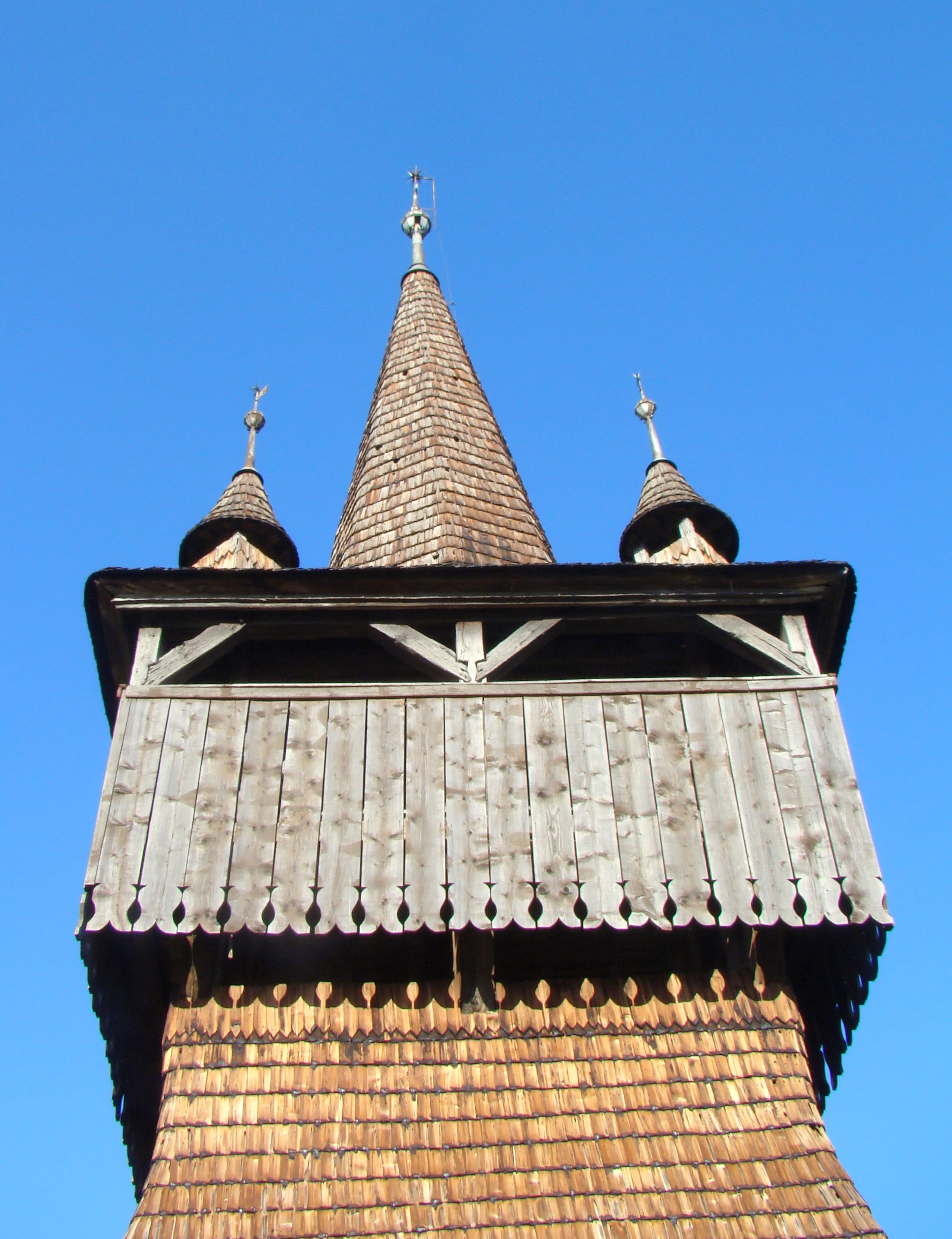
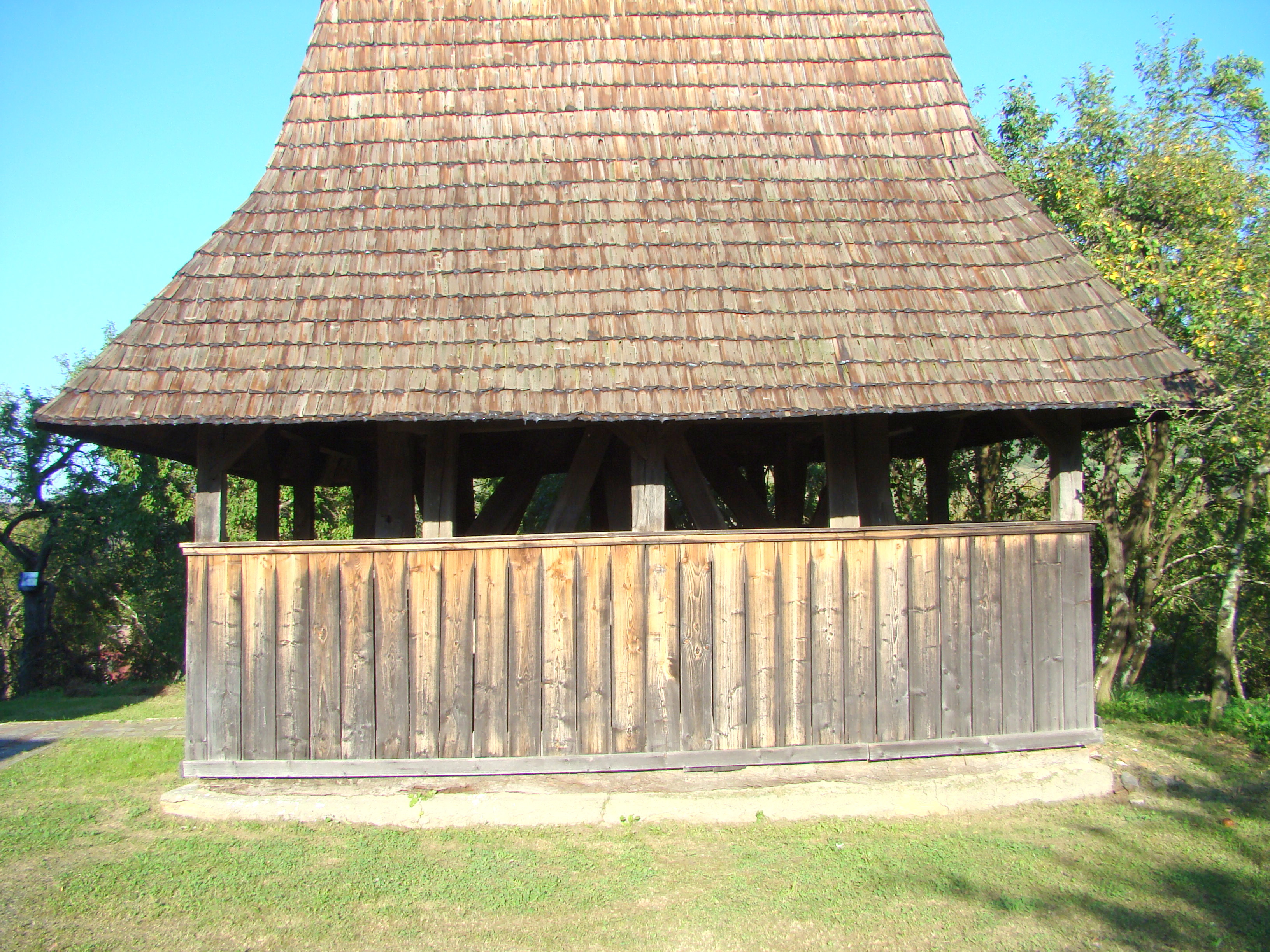

## Vezi și
- Meseșenii de Jos, Sălaj